# Witbrauwboomklever
De witbrauwboomklever (Sitta victoriae) is een zangvogel uit het geslacht Sitta. De vogel werd in 1904 geldig beschreven door de Britse vogelkundige  George Rippon. Het is een bedreigde, endemische vogelsoort in Myanmar.

## Kenmerken
De vogel is 11,5 cm lang. Het is een vrij kleine boomklever met een lange, smalle, witte wenkbrauwstreep en kastanjebruine flanken. De oorstreek is wit en er is een donkere oogstreep. Van boven is de vogel donker leigrijs en van onder wit.

## Verspreiding en leefgebied
Deze soort is endemisch in westelijk Myanmar.De leefgebieden liggen in natuurlijk, montaan bos met vooral eiken (Quercus semecarpifolia) op hoogten tussen 2300 en 3000 meter boven zeeniveau.

## Status
De witbrauwboomklever heeft een beperkt verspreidingsgebied en daardoor is de kans op uitsterven aanwezig. De grootte van de populatie werd in 2016 door BirdLife International geschat op 2,5 tot 10 duizend volwassen individuen en de populatie-aantallen nemen af door habitatverlies. Het leefgebied wordt aangetast door ontbossing waarbij natuurlijk bos wordt gebruikt voor zwerflandbouw. Om deze redenen staat deze soort als bedreigd op de Rode Lijst van de IUCN.